# Рубен Аврамов
Вижте пояснителната страница за други личности с името Аврамов.
Рубен Аврамов Леви е български и съветски теоретик на комунизма и политик от БКП. До 1962 г. заема ръководни постове в партията, от 1952 до 1957 г. е министър на културата.

## Биография

### Произход, образование и работа
Рубен Аврамов е роден на 6 октомври (23 септември стар стил) 1900 г. в Самоков в еврейско семейство. Завършва гимназия в Самоков, като от 1919 г. е член на Българския комунистически младежки съюз (БКМС). През 1922 г. става член на БРП (к.) и секретар на градската организация на БКМС в София, а от 1923 г. е член на неговия Централен комитет и участва в подготовката за Септемврийското въстание.

### Професионална кариера
През 1925 г. е осъден задочно на смърт. По това време той се намира в Съветския съюз като делегат на конференция на младежката секция на Коминтерна и остава там. Става член на Всесъюзната комунистическа партия (болшевики) и през 1928 г. завършва Международната ленинска школа в Москва, след което преподава в Комунистическия университет за националните малцинства от Запада (1928 – 1931) и Международната ленинска школа (1931 – 1936).
През 1936 г. е изпратен в Испания, където участва в Гражданската война. Става член на Испанската комунистическа партия, назначен е за дивизионен военен комисар и координира дейността на комунистическите военни комисари в цялата страна. След поражението на републиканците през 1939 г. се връща в Съветския съюз. Там оглавява 2-годишна партийна школа, а от 1942 г. – Обединената международна школа на Коминтерна. След началото на войната между Съветския съюз и Германия е редактор в българоезичната съветска радиостанция „Христо Ботев“.

### Политическа кариера
Непосредствено след 9 септември 1944 г., довел до влизането на БРП (к.) в правителството, Аврамов се завръща в България и оглавява Пропагандния отдел на ЦК на БРП (к.) (1944 – 1947, 1949 – 1950). През 1950 г. става професор, секретар на ЦК на БКП (16 юни 1950 – 8 ноември 1950) и ръководител на неговия отдел за наука, образование, изкуство и култура. От 4 февруари 1952 до 1 февруари 1957 г. е министър на културата в кабинетите на Вълко Червенков и Антон Югов.
През 1962 г. е отстранен от ръководните му партийни постове и става директор на Института по история на БКП (1962 – 1968). с указ № 537 от 7 септември 1964 г. е обявен за „Герой на социалистическия труд“. От 1969 до 1981 г. е директор на Института за съвременни социални теории. През 1980 г. става „Герой на Народна република България“, както и почетен гражданин на град Самоков. Носител на 4 ордена „Георги Димитров“ (1959, 1960, 1970, 1985).
Рубен Аврамов умира в София на 27 март 1988 г.